# Poieni (Densuș), Hunedoara
Poieni este un sat în comuna Densuș din județul Hunedoara, Transilvania, România.

## Imagini

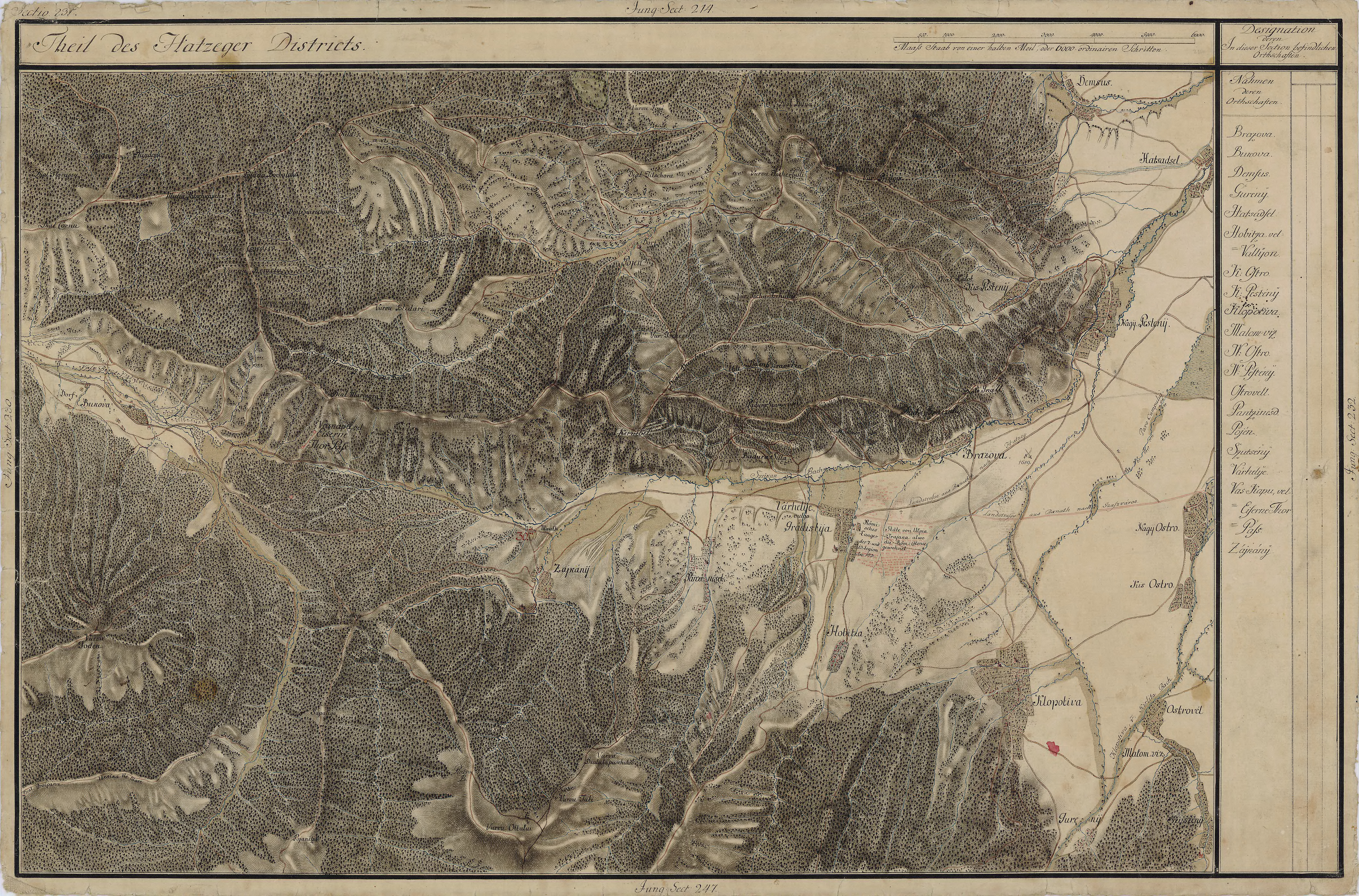
Poieni în Harta Iosefină a Transilvaniei, 1769-1773